# Naizema mendozina
Naizema mendozina is een insect uit de familie van de Berothidae, die tot de orde netvleugeligen (Neuroptera) behoort. 
Naizema mendozina is voor het eerst wetenschappelijk beschreven door Esben-Petersen in 1912.